# Saint-Remy-sur-Bussy
Saint-Remy-sur-Bussy – miejscowość i gmina we Francji, w regionie Grand Est, w departamencie Marna.
Według danych na rok 1990 gminę zamieszkiwało 306 osób, a gęstość zaludnienia wynosiła 9 osób/km².